# 顕本寺 (堺市)
顕本寺（けんぽんじ）は、大阪府堺市堺区にある法華宗本門流の寺院。山号は常住山（じょうじゅうざん）、大本山本興寺末。開基は日隆、開山は日浄とされる。

## 歴史
宝徳3年（1451年）、堺の豪商である、木屋と餝屋と称する者たちの自宅を法華堂としたのが始まりとされる。当初の寺は開口神社に近い甲斐町山ノロにあった。京都本能寺や尼崎本興寺を創建し、本門流を起こした日隆の流れにあって、南西国末寺頭と呼ばれる寺格を得ていた。
戦国時代に入ると、室町幕府第12代将軍足利義晴を擁する管領細川高国に対抗し、大永7年（1527年）に細川晴元と三好元長が阿波から足利義維を迎え堺幕府（堺公方府）を樹立した（義維は堺公方または堺大樹と呼ばれた）。しかし、享禄4年（1531年）6月に高国を討ち取った（大物崩れ）後の晴元は、翌5年（1532年）6月に袂を分かった元長へ一向一揆を差し向けた。そのため当寺へ逃れた末に元長が自害に追い込まれると、後ろ盾を失った足利義維は阿波へ逃がされ、堺幕府は滅んだ。
元長の殉難地ということもあり、その後も三好氏一族との結びつきは続き、元長の息子三好長慶、実休らの軍勢が寄宿する免許を得たり、元長の二十五回忌の法要が行われた。
天文5年（1536年）の天文法華の乱で、本門流の大本山本能寺が焼き討ちに遭って当寺に逃れると、天文16年（1547年）から天文17年（1548年）ごろに帰洛を許されるまでの間、本山が顕本寺にあった。
天正14年（1586年）、豊臣秀吉より寺領27石の御朱印地を許される。この寺領は江戸幕府においても引き続き許された。
慶長20年（1615年）の大坂夏の陣の兵火で寺は焼失。再建された際に、現在の場所に移った。
安土桃山時代、この寺の塔頭の一つである高三坊の高三隆達が当時の流行歌となった小歌「隆達節」を創出したことでも知られる。
昭和20年（1945年）に堺大空襲のため、伽藍などは焼失。平成15年（2003年）に本堂が再建。

## アクセス
- 阪堺電気軌道堺線宿院停留場
  - 徒歩約3分
- 阪神高速堺線堺出入口
  - 境内に参拝用駐車場有り